# Маяк Кокс-Пойнт
Маяк Кокс-Пойнт (англ. Cox Point Lighthouse) — маяк, расположенный на берегу озера Гранд-Лейк, графство Куинс, провинция Нью-Брансуик, Канада. Построен в 1869 году. В настоящее время заменен автоматическим маяком.

## История
Долину реки Сент-Джон европейцы (сначала французы, затем британцы) колонизировали уже в XVII веке, потому потребность в маяках около опасных мест вдоль течения реки возникла достаточно давно. Многие из этих маяков (Бельеас-Пойнт, Макколган-Пойнт, Робертсон-Пойнт, Кокс-Пойнт, Фанджойс-Пойнт, Бриджес-Пойнт и Палмерс-Лендинг) названы в честь первых владельцев земли, на которых они построены. Во многих случаях они были единственными жителями на несколько километров вокруг и потому после строительства маяков стали их первыми смотрителями. Озеро Гранд-Лейк, самое большое пресноводное озеро в Нью-Брансуике, соединено короткой рекой Джемсег с рекой Сент-Джон, впадающей в залив Фанди. В 1868 году парламент Канады выделил 650 канадских долларов на строительство маяка Кокс-Пойнт. Он был завершен в следующем году и был введён в эксплуатацию 3 мая 1871 года. Он представлял собой белую квадратную деревянную башню. Из-за своего расположения маяк Кокс-Пойнт часто повреждался льдинами во время весеннего паводка. В 1888 году паводок сорвал башню с фундамента, но ее быстро перестроили. Однако в следующем году башню маяка снова сорвало льдинами, после чего вокруг маяка была построена защитная стена. В 1905 году на маяке была установлена линза Френеля седьмого поколения. В 1917 году была построена новая квадратная бетонная башня, стоимость строительства составила 985 канадских долларов. В настоящее время заменен автоматическим маяком, который находится в собственности канадской береговой охраны.